# Let 'er Buck

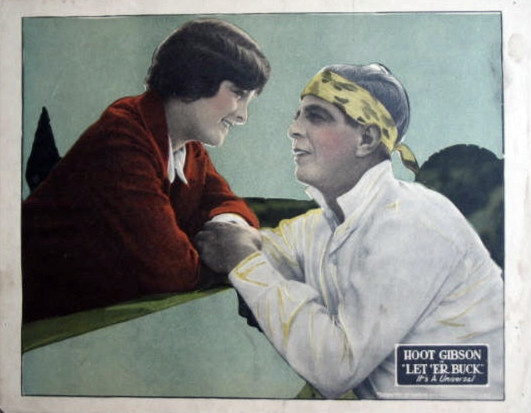
Hoot Gibson, carte promotionnelle pour le film.

Let 'er Buck est un western américain écrit et réalisé par Edward Sedgwick, sorti en 1925.

## Fiche technique
- Réalisation : Edward Sedgwick
- Scénario : Edward Sedgwick
- Producteur : Carl Laemmle
- Photographie : Virgil Miller
- Genre : Western[1]
- Distributeur : Universal Pictures
- Durée : 6 bobines
- Date de sortie : 22 mars 1925

## Distribution
- Hoot Gibson : Bob Carson
- Marian Nixon : Jacqueline McCall
- Charles K. French : Col. Jeff McCall
- G. Raymond Nye : James Ralston
- William A. Steele : Kent Crosby
- Josie Sedgwick : Miss Mabel Thompson
- Fred Humes : Sheriff

## Production
Le film a été tourné en Oregon, et contient des séquences du rodéo Pendleton Round-Up de 1924